# Новохохловская улица
Новохохло́вская у́лица — улица, расположенная в Юго-Восточном административном округе города Москвы на территории Нижегородского района. Нумерация домов ведётся от Нижегородской улицы.

## История
Улица названа в 1955 году по бывшей подмосковной деревне Хохловка.
До этого носила следующие названия:
- в 1939 года — Новопроектированный проезд (38 о/м — Справочник по городу Москве, 1939)
- с 1939 по 1946 год — Новопроектированный переулок;
- с 1946 по 1955 год — Новопроектированный проезд[2].

## Расположение
Новохохловская улица начинается от Нижегородской улицы, идёт на юго-запад; поворачивает на юго-восток, идя параллельно железной дороге Курского направления МЖД, пересекает железнодорожные пути Малого кольца МЖД. Меняет направление на северо-восточное, идёт далее, справа к ней примыкает Газгольдерная улица. Улица заканчивается, упираясь в Рязанский проспект.

## Примечательные здания и сооружения

### по нечётной стороне
- Дом 11, стр. 2 — Промсвязьбанк.
- Дом 23 — Астерос, Альфа-банк, авиакомпания «ВИМ-Авиа».
- Дом 27 — Отдел МВД России по району «Нижегородский»; Отделение по району Нижегородский Отдела Управления Федеральной Миграционной Службы России по г. Москве в Юго-Восточном Административном Округе.
- Дом 93 - Карачаровский механический завод

### по чётной стороне
- Дом 8 — детский сад № 1940.
- Дом 12, стр. 5 — магазин книг «Bookibooks».

## Транспорт

### Автобус
- с755: Стадион «Лужники» —  Таганская —  Марксистская —  Новохохловская.

### Метро
- Станция Московского центрального кольца  Новохохловская — около дома 89.
- Станция метро  Нижегородская — в конце улицы.
- Станция Московского центрального кольца  Нижегородская — в конце улицы.

### Железнодорожный транспорт
- Платформа Калитники Курского направления МЖД — в 640 м на северо-запад от остановки автобуса № с755 «Платформа Калитники».
- Платформа Новохохловская Курского направления МЖД — около дома 89.
- Платформа Нижегородская Горьковского направления МЖД — в конце улицы.